# 沼る。港区女子高生
『沼る。港区女子高生』（ぬまる みなとくじょしこうせい）は、2023年2月25日から3月25日まで、毎週土曜日の14時30分 - 15時に日本テレビ（関東ローカル）のドラマ枠「Zドラマ」にて放送されたテレビドラマ。主演は桜田ひより。
同枠の第4弾作品。
本編放送に先立ち、同年2月14日の18時5分よりTVer特別コンテンツとして「放課後編」が5日間連続で毎日1本ずつ配信された。

## キャスト

### 主要人物
倉石えな（くらいし えな）〈18〉
演 - 桜田ひより（幼少期：磯村アメリ）
本作の主人公。港区の女子高生。生まれながらに色が普通の人の100倍見える色覚を持つギフテッド。
園宮蓮（そのみや れん）〈22〉
演 - 八木勇征（FANTASTICS）（幼少期：後藤りゅうと）
「完璧男子」のタレント。幼いころ、両親の離婚で離ればなれになった、えなの兄。
高森悠真（たかもり ゆうま）〈18〉
演 - 豊田裕大
えなの彼氏。
斎藤麻里香（さいとう まりか）〈18〉
演 - 吉田美月喜
園宮推しの女子高生。えなの推し活仲間。
柚月琴奈（ゆづき ことな）〈18〉
演 - 矢吹奈子

### 周辺人物
工藤健介〈20〉
演 - 中川大輔
えなたちの通う高校に勤務する美術外部指導員。
えなのクラスメイト
山崎翼〈18〉
演 - 山下幸輝

佐藤大輔〈18〉
演 - 松本怜生

伊藤紗栄子〈18〉
演 - 横田未来

川久保彩〈18〉
演 - 山口綺羅

らん〈18〉
演 - らん
韓国から来た留学生。
倉石郁美 / 有坂郁美
演 - 遊井亮子
えなの母。画家であったが、幼いえなの色覚センスに嫉妬し、画家として挫折している。
倉石保
演 - 丸山智己
えなの父。
宮代眞美
演 - 岡本玲
蓮のマネージャー。『国宝級彼氏オーディション』で蓮を勝たせるため、応援で彼の絵を描いてほしいとえなに依頼する。

### ゲスト

#### 第1話
笹ほのか
演 - 渡邉美穂
大学生。

#### 第3話
美山李里奈
演 - 出口夏希

天音もも
演 - 本田望結

教師
演 - 佐野勇斗（M!LK）

教師
演 -　曽野舜太（M!LK）

## スタッフ
- 企画・プロデューサー - 鈴木努[1]
- 脚本 - 山岡潤平[6]
- 音楽 - 富貴晴美[9]
- 主題歌 - 須田景凪「いびつな心 feat. むﾄ」（unBORDE/ワーナーミュージック・ジャパン）[10]
- 演出 - 後藤庸介[6]
- チーフプロデューサー - 原浩生[6]
- プロデューサー - 篠塚雅也、戸谷志帆梨（AX-ON）、前畑祥子（UUUM）[6]
- 協力プロデューサー　- 難波利昭[9]
- ビジネスプロデューサー - 平岡辰太朗[9]
- 音楽プロデューサー - 栗田慎太郎[9]
- コンテンツプロデューサー　- 駒場舜（vivito）[9]
- アシスタントプロデューサー　- 永島佑太郎（UUUM）、大溝恵（UUUM）[9]
- 制作プロダクション - AX-ON[1]
- 制作協力 - UUUM[1]
- 製作著作 - 日本テレビ

## 放送日程
| 話数   | 放送日  |
| ------ | ------- |
| 第1話  | 2月25日 |
| 第2話  | 3月04日 |
| 第3話  | 3月11日 |
| 第4話  | 3月18日 |
| 最終話 | 3月25日 |

- 第3話は東日本大震災特番『いのちを守る新知識 every.藤井貴彦×バンキシャ!桝太一』（14時30分 - 16時30分）の放送[11]に伴い2時間繰り下げられ、16時30分 - 17時に放送された[7]。

## 恋愛デスマッチ『国宝級彼氏オーディション』
『恋愛デスマッチ『国宝級彼氏オーディション』』（れんあいデスマッチ こくほうきゅうかれしオーディション）と題し、『沼る。港区女子高生』とクロスオーバーするドラマが2023年2月22日からHulu、TVer（配信終了）、日テレTADA（配信終了）ほかで配信中。
日本で一番彼氏にしたい男の称号である「国宝級彼氏」を目指す男たちのドラマ。
「Zドラマ」の第5弾作品。

### 概要
テレビドラマ『沼る。港区女子高生』の劇中で展開される配信番組『恋愛デスマッチ『国宝級彼氏オーディション』』が「実在する番組」の体裁で描かれ、毎回出されるお題・シチュエーションに出演者たちがエチュード（即興演技）で応えながら、ビジュアル力、沼力（どんどんハマっていく引力）、和み力（彼氏に求める心の平安）、ホス力（ホスピタリティ力）、スパダリ力（スーパーダーリン力）の5項目を相手をした女性が得点をつけ、総得点で争う様子を描くドラマパートと、その様子をスタジオでタレントたちが鑑賞しトークを繰り広げるスタジオパートから構成されている。

### キャスト（配信ドラマ）

#### 主要人物
園宮蓮（そのみや れん）
演 - 八木勇征
本作の主人公。完璧男子のタレント。

#### 『国宝級彼氏オーディション』の参加者
芝田かえで（しばた かえで）〈21〉
演 - 中島颯太
人気バンド「marsh」のボーカル。
天王寺綾兎（てんのうじ あやと）
演 - 佐藤流司
歌舞伎町のホスト。
田中俊吾（たなか しゅんご）〈25〉
演 - たける（東京ホテイソン）
お笑いコンビ「未読蒸しパン」のボケ担当。

#### ゲスト

##### 第1話
審査委員長
演 - 佐藤江梨子（最終話）

向井
演 - 村重杏奈
新人ディレクター。蓮たちに機材の不具合で事前インタビューの映像が撮れていないと嘘の情報を伝える。
実は「第1審査ジャッジ」で、「落ち込むスタッフに神対応せよ」を審査する。
ディレクター
演 - 兒玉宣勝
（架空のミスを起こした）向井を叱責する。

##### 第2話
笹ほのか
演 - 渡邉美穂
ミス明青学塾大。「第2審査ジャッジ」で、大学内でのロマンチックシチュエーション「最高の出会いをせよ」を審査する。

##### 第3話
みさと
演 - 石崎日梨
仲良し4人組のひとり。ネイリスト。「第3審査ジャッジ」のひとりで、ハウススタジオでのシチュエーション「ホームパーティーで一番人気になれ」を審査する。
ゆい
演 - 大谷凜香
仲良し4人組のひとり。看護師。「第3審査ジャッジ」のひとり。
かなぴ
演 - HARUKA
仲良し4人組のひとり。大阪出身のアパレル店員。「第3審査ジャッジ」のひとり。
なっつん
演 - 大松絵美
仲良し4人組のひとり。イベントスタッフ。「第3審査ジャッジ」のひとり。

##### 第4話
近江渚
演 - 鈴木ゆうか
女優。「第4審査ジャッジ」で、「一生忘れられない人生イチの告白をせよ」を審査する。

##### 最終話
ユキ
演 - 中村静香
美容部員。「最終審査ジャッジ」で、 「彼女と迎える朝も最高であれ」を審査する。最終審査に残った蓮やかえでより年上の女性。

##### スタジオパートの出演者
- 森田哲矢（さらば青春の光）[15] - MC
- 塩﨑太智（M!LK）[15]
- 曽野舜太（M!LK）[15]
- 中田花奈[15]
- むく（むくえな）[15]
- えなぴ（むくえな）[15]

### 恋愛デスマッチ 審査結果
- 第1審査「落ち込むスタッフに神対応せよ」（pt投票）
- 第2審査「最高の出会いをせよ」（pt投票）
- 第3審査「ホームパーティーで一番人気になれ」（pt投票）
- 第4審査「一生忘れられない人生イチの告白をせよ」（pt投票）
- ファン投票（第1～第4審査までの内容でファンがpt投票）

| 順位       | 1位    | 1位   | 2位    | 2位   | 3位    | 3位  | 4位    | 4位  |
| ---------- | ------ | ----- | ------ | ----- | ------ | ---- | ------ | ---- |
| 第1審査    | 蓮     | 22pt  | かえで | 20pt  | 天王寺 | 15pt | 田中   | 11pt |
| 第2審査    | かえで | 23pt  | 田中   | 18pt  | 蓮     | 17pt | 天王寺 | 10pt |
| 第3審査    | 田中   | 24pt  | 天王寺 | 22pt  | かえで | 19pt | 蓮     | 8pt  |
| 第4審査    | 蓮     | 22pt  | かえで | 19pt  | 田中   | 18pt | 天王寺 | 13pt |
| ファン投票 | 蓮     | 40pt  | かえで | 30pt  | 天王寺 | 20pt | 田中   | 10pt |
|            |        |       |        |       |        |      |        |      |
| 合計獲得pt | かえで | 111pt | 蓮     | 109pt | 田中   | 81pt | 天王寺 | 81pt |

最終審査進出条件：第1～第4審査までの獲得pt＋ファン投票のptの合計獲得ptの上位2名
最終審査進出者：芝田かえで（1位）、園宮蓮（2位）
- 最終審査「彼女と迎える朝も最高であれ」（最終審査進出の2名からひとりを選ぶ）

　→国宝級彼氏：園宮蓮

### スタッフ（配信ドラマ）

#### 全体
- 企画・プロデューサー - 鈴木努[6]
- ナレーター - 小津ミワ[16]
- 主題歌 - PKCZ®「Gravity」（LDH Records）[17]
- 演出 - 中原芳[18]
- チーフプロデューサー - 原浩生[18]
- プロデューサー - 篠塚雅也、井上統暉[18]
- ビジネスプロデューサー - 平岡辰太朗[18]
- コンテンツプロデューサー - 駒場舜（vivito）[18]
- 制作プロダクション - AX-ON
- 制作協力 - UUUM、えすと
- 製作著作 - 日本テレビ

#### ドラマパート
- 脚本 - 小森さじ[15]
- 演出 - HiROKi（UUUM）[15]
- プロデューサー - 戸谷志帆梨（AX-ON）、前畑祥子（UUUM）[18]
- アシスタントプロデューサー - 永島佑太郎（UUUM）、大溝恵（UUUM）[18]
- 協力プロデューサー - 難波利昭（AX-ON）[18]

#### スタジオパート
- プロデューサー - 坂谷侑子（えすと）[18]
- アシスタントプロデューサー - 夷祐衣子[18]
- チーフディレクター - 柳川雄洋[18]
- ディレクター - 久保瑞希、中島龍之介、河合絵梨香、大束優未[18]

### 配信日程
| 話数   | 配信日  |
| ------ | ------- |
| 第1話  | 2月22日 |
| 第2話  | 3月01日 |
| 第3話  | 3月08日 |
| 第4話  | 3月15日 |
| 最終話 | 3月22日 |